# Clube de Regatas Flamengo (Porto Velho)
El Clube de Regatas Flamengo, conocido como Flamengo de Porto Velho, fue un equipo de fútbol de Brasil que jugó en el Campeonato Rondoniense, la primera división del estado de Rondonia, de la cual fue uno de los equipos fundadores de la era profesional.

## Historia
Fue fundado el 15 de noviembre de 1955 en el municipio de Porto Velho, capital del estado de Rondonia y su nombre y colores estaban basados en el CR Flamengo del estado de Río de Janeiro. Al año siguiente participa en el Campeonato Rondoniense del que sale campeón por primera vez.
Durante los años 1960 fue el equipo más dominante del Campeonato Rondoniense donde fue campeón estatal en seis ocasiones, además de lograr otros tres títulos estatales durante los años 1980, con lo que fueron uno de los equipos de fútbol más importantes del estado de Rondonia durante su época aficionada.
Luego de que se profesionalizara el fútbol en el estado de Rondonia fueron uno de los equipos fundadores del Campeonato Rondoniense como liga profesional en 1991, donde participaron hasta su desaparición en 1994 luego de terminar en tercer lugar.

## Rivalidades
Durante la época aficionada fue uno de los equipos que marcaron los clásicos del estado de Rondonia ante rivales como el ypiranga Esporte Clube (el primer campeón estatal), Moto Esporte Clube, (uno de los más ganadores) y el Ferroviário de Porto Velho (el más ganador de la era aficionada), como los cuatro equipos grandes del estado en ese periodo.

## Palmarés
- Campeonato Rondoniense (10): 1956, 1960, 1961, 1962, 1965, 1966, 1967, 1982, 1983, 1985